# فرانک هارتمن (بازیکن فوتبال، زاده سپتامبر ۱۹۶۰)
فرانک هارتمن (انگلیسی: Frank Hartmann؛ زادهٔ ۲۷ سپتامبر ۱۹۶۰) بازیکن فوتبال اهل آلمان است.
از باشگاه‌هایی که در آن بازی کرده‌است می‌توان به باشگاه فوتبال شالکه ۰۴، باشگاه فوتبال کایزرسلاوترن، و باشگاه فوتبال کلن اشاره کرد.